# قایقران (آلبوم)
آلبوم قایقران  با صدا و آهنگسازی مهرپویا در سال ۱۳۵۵ توسط شرکت کاسپین منتشر شد، دارای ۱۲ ترانه است .
قایقران نام ترانه ای  در این آلبوم است، این ترانه با شعری از پرویز وکیلی، ریتم موزیک این ترانه با سبکی نو و ابتکاری به همراه صدای واقعی پارو ی قایقران و موج دریا توسط عباس مهرپویا ساخته و تنظیم شده است.
| #  | نام ترانه            | ترانه سرا           | آهنگساز                 | تنظیم کننده    |
| -- | -------------------- | ------------------- | ----------------------- | -------------- |
| ۱  | قایقران              | پرویز وکیلی         | عباس مهرپویا            | عباس مهرپویا   |
| ۲  | لطف خدایی            | تورج نگهبان         | عباس مهرپویا            | آلواروسباستیان |
| ۳  | ساربان               | سعید سلطان‌پور       | یونائی                  | عباس مهرپویا   |
| ۴  | وعده گاه             | شهابی               | عباس مهرپویا            | عباس مهرپویا   |
| ۵  | بوسه موج             | فریبرز امیرابراهیمی | عباس مهرپویا            | عباس مهرپویا   |
| ۶  | آه                   | تورج نگهبان         | عباس مهرپویا            | عباس مهرپویا   |
| ۷  | فردای روشن           | فریبرز امیرابراهیمی | عباس مهرپویا            | عباس مهرپویا   |
| ۸  | دختر شب              | سعید سلطان‌پور       | عباس مهرپویا            | عباس مهرپویا   |
| ۹  | خال سیاه             | فریبرز امیرابراهیمی | مهرپویاو آلواروسباستیان | آلواروسباستیان |
| ۱۰ | صدای پا              | تورج نگهبان         | عباس مهرپویا            | عباس مهرپویا   |
| ۱۱ | گریه کردم اشکم ندیدی | وحید ادیبی          | کامبیز مژدهی            |                |
| ۱۲ | نسیم عشق(بادِ وحشی)   | تورج نگهبان         | عباس مهرپویا            | عباس مهرپویا   |